# 286ª Squadriglia
La 286ª Squadriglia fu un reparto attivo nel Servizio Aeronautico della Regia Marina (Prima guerra mondiale).

## Storia
Nel gennaio 1918 nasce la 21ª Sezione FBA per la Campagna di Libia (1913-1921) dotata di idrovolanti FBA Type H al comando del Tenente Carlo Cravenna ad Homs (Libia).
Dalla primavera arrivano a Tripoli via nave 17 FBA che a maggio costituiscono le 3 Sezioni della 286ª Squadriglia di Tripoli con una Sezione distaccata ad Homs.
Poi distacca una Sezione a Bengasi ed il comando passa al Capitano Francesco Porro che dispone di altri 7 piloti.
Dal mese di dicembre svolge voli di collegamento e tra i suoi piloti c'è il Sergente Maggiore Alessandro Passaleva che sarà collaudatore capo della Società Idrovolanti Alta Italia (SIAI).
Nel 1919 il comando passa al Ten. Celestino Cappellotti continuando ad operare per la riconquista della colonia.
Sempre nel 1919 dispone di 4 aerei.